# Nicolae Drăganu
Nicolae Drăganu (n. 18 februarie 1884, Zagra, comitatul Bistrița-Năsăud – d. 18 decembrie 1939, Cluj) a fost un filolog, lingvist, istoric literar român și deputat în Marea Adunare Națională de la Alba Iulia, organismul legislativ reprezentativ al „tuturor românilor din Transilvania, Banat și Țara Ungurească”, cel care a adoptat hotărârea privind Unirea Transilvaniei cu România, la 1 decembrie 1918.. A fost tatăl juristului Tudor Drăganu (1912-2010).

## Biografie
A fost fiul Dochiei (născută Manu) și al lui Teodor Drăganu, învățător. După absolvirea școlii „triviale” din comună, urmează Gimnaziul Superior Fundațional din Năsăud (1902). Bursier din fondurile grănicerești, studiază, din 1902 până în 1906, filologia clasică și limba română la Universitatea din Budapesta. Doctor în filologie română cu teza Compunerea cuvintelor românești (1906). Obține atestatul în limba și literatura latină, greacă și română, fiind promovat profesor ordinar la liceul din Năsăud. Este abilitat ca docent la Universitatea din Cluj (1916), iar după Marea Unire participă la reorganizarea acesteia. Profesor de limba și literatura română veche la Facultatea de Litere și Filosofie din Cluj. Face parte din colectivul Muzeului Limbii Române, întemeiat de Sextil Pușcariu, la Cluj, în 1919, unde participă la elaborarea Dicționarului limbii române. Preocupări de filologie, lexicologie, onomastică, sintaxă și istorie literară.  Decan al Facultății de Litere, apoi rector al Universității Regele Ferdinand din Cluj.

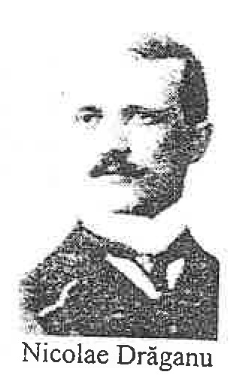
Nicolae Draganu p130

## Activitate politică
A participat la Marea Adunare Națională de la Alba Iulia din 1 decembrie 1918 în calitate de delegat al Gimnaziului superior fundațional din Năsăud.. Între 1933-1938 a fost primar al municipiului Cluj.

## Lucrări publicate
- Două manuscripte vechi. Codicele Todorescu și Codicele Marțian, București, 1914.
- Toponimie și istorie, Cluj, 1928.
- Românii în veacurile IX - XIV pe baza toponimiei și a onomasticei, București, 1933.
- Histoire de la littérature roumaine de Transylvanie des origines à la fin du XVIIIe siècle, București, 1938 (reeditată în 2003 de Eugen Pavel și Octavian Șchiau).
- Morfemele românești ale complementului în acuzativ și vechimea lor, București, 1943.
- Istoria sintaxei, București, 1945.
- Elemente de sintaxă a limbii române, București, 1945.

## Afilieri
- Membru corespondent (1923) și membru activ al Academiei Române (1939).